# Sadonggujŏk
Sadonggujŏk (korejsky 사동구역) je jeden z městských obvodů Pchjongjangu, hlavního města Severní Korey. Leží jihovýchodně od centra města. Jeho severní hranici určuje řeka Tedong. Sousedními obvody jsou na severozápadě (v pořadí od severu) Tädongganggujŏk, Tongdäwŏngujŏk a Sŏngjogujŏk a na západě Rjŏkpchogujŏk. Obvod vznikl v říjnu 1960 vyčleněním z provincie Jižní Pchjongan.